# Hugues de La Ferté
 (novembre 2018).
Si vous disposez d'ouvrages ou d'articles de référence ou si vous connaissez des sites web de qualité traitant du thème abordé ici, merci de compléter l'article en donnant les références utiles à sa vérifiabilité et en les liant à la section « Notes et références ».
Hugues de La Ferté, mort le 8 août 1236, est un prélat français du XIIIe siècle. Il est fils d'Ernaut, seigneur de la Ferté.

## Biographie
Hugues est doyen du chapitre de Chartres et est élu évêque de Chartres en 1234.